# Sobasina coriacea
Sobasina coriacea är en spindelart som beskrevs av Berry, Beatty, Prószynski 1998. Sobasina coriacea ingår i släktet Sobasina och familjen hoppspindlar. Inga underarter finns listade i Catalogue of Life.